# Капель, Реджинальд, 9-й граф Эссекс
Реджинальд Джордж де Вере Капель, 9-й граф Эссекс (англ. Reginald George de Vere Capell, 9th Earl of Essex; 9 октября 1906 — 18 мая 1981) — британский пэр. Он носил титул учтивости — виконт Молден с 1916 по 1966 год и также был известен как Реджи Молден.

## Происхождение и образование
Родился 9 октября 1906 года. Единственный сын Элджернона Джорджа де Вере Капелла, 8-го графа Эссекса (1884—1966), и его первой жены Мэри Эвелин Стюарт Фримен (? — 1955). Он получил образование в школе Святого Киприана в Истборне, Итонском колледже и колледже Магдалины в Кембридже.

## Карьера
Он служил в армии во время Второй мировой войны и был награжден Территориальной наградой. После войны он начал заниматься фермерством в Бакингемшире. Он сохранил свои военные связи и стал подполковником в 1947 году и был командующим офицером 16-го воздушно-десантного дивизионного полка связи (Middlesex Yeomanry) (Территориальная армия) в 1948 году. Он стал почетным полковником 16-го (позже 40-го) полка связи в 1957 году и его преемника, 47-го (Middlesex Yeomanry) полка связи в 1962 году.
Реджинальд Капелл унаследовал титул графа Эссекса после смерти своего отца 8 декабря 1966 года и занял его место в Палате лордов Великобритании. В своей первой речи в 1971 году он выступил против рекомендации Комиссии Роскилла о размещении третьего лондонского аэропорта в Каблингтоне. Третий аэропорт в конечном итоге стал Станстед.

## Личная жизнь
Лорд Эссекс был дважды женат. 2 марта 1937 года он женился первым браком на Мэри Рив Уорд, дочери Ф. Гибсона Уорда, с которой он развелся в 1957 году. Его второй женой была Нона Изабель Миллер (31 января 1906 — январь 1997), дочь Дэвида Уилсона Миллера и вдова Фрэнсиса Сиднея Смайта из коттеджа «Тисовое дерево» 14 ноября 1957 года. У него не было детей ни от одного из браков. В 1967 году Debrett’s определил Блэйдена Хораса Капелла, «продавца бакалейной лавки в Юба-Сити, Калифорния», как человека, имеющего право стать графом Эссексом, если не будут определены другие наследники.
После его смерти в 1981 году титул был упразднен, но спустя восемь лет его дальний родственник Роберт Капелл возродил его.